# Hylaeus tardus
Hylaeus tardus là một loài Hymenoptera trong họ Colletidae. Loài này được Warncke mô tả khoa học năm 1981.